# 1. Fußballclub Union Berlin 2019-2020
Questa voce raccoglie le informazioni riguardanti il 1. Fußballclub Union Berlin nelle competizioni ufficiali della stagione 2019-2020.

## Stagione
Nella stagione 2019-2020 l'Union Berlino, allenato da Urs Fischer, concluse il campionato di Bundesliga all'11º posto. In Coppa di Germania l'Union Berlino fu eliminato ai quarti di finale dal Bayer Leverkusen.

## Rosa
| N. |                      | Ruolo | Calciatore          |
| -- | -------------------- | ----- | ------------------- |
| 1  | Polonia (bandiera)   | P     | Rafał Gikiewicz     |
| 3  | Germania (bandiera)  | D     | Neven Subotić       |
| 5  | Germania (bandiera)  | D     | Marvin Friedrich    |
| 6  | Norvegia (bandiera)  | D     | Julian Ryerson      |
| 7  | Germania (bandiera)  | C     | Akaki Gogia         |
| 8  | Germania (bandiera)  | A     | Joshua Mees         |
| 9  | Germania (bandiera)  | A     | Sebastian Polter    |
| 10 | Svezia (bandiera)    | A     | Sebastian Andersson |
| 11 | Nigeria (bandiera)   | A     | Anthony Ujah        |
| 12 | Danimarca (bandiera) | P     | Jakob Busk          |
| 14 | Germania (bandiera)  | D     | Ken Reichel         |
| 15 | Germania (bandiera)  | A     | Marius Bülter       |
| 16 | Germania (bandiera)  | C     | Laurenz Dehl        |
| 17 | Austria (bandiera)   | C     | Florian Flecker     |
| 18 | Turchia (bandiera)   | C     | Yunus Malli         |
| 19 | Germania (bandiera)  | D     | Florian Hübner      |

| N. |                      | Ruolo | Calciatore          |
| -- | -------------------- | ----- | ------------------- |
| 20 | Nigeria (bandiera)   | A     | Suleiman Abdullahi  |
| 21 | Germania (bandiera)  | C     | Grischa Prömel      |
| 23 | Germania (bandiera)  | C     | Felix Kroos         |
| 24 | Germania (bandiera)  | C     | Manuel Schmiedebach |
| 25 | Germania (bandiera)  | D     | Christopher Lenz    |
| 26 | Germania (bandiera)  | C     | Julius Kade         |
| 27 | Suriname (bandiera)  | A     | Sheraldo Becker     |
| 28 | Austria (bandiera)   | D     | Christopher Trimmel |
| 29 | Germania (bandiera)  | D     | Michael Parensen    |
| 30 | Germania (bandiera)  | C     | Robert Andrich      |
| 31 | Germania (bandiera)  | D     | Keven Schlotterbeck |
| 32 | Danimarca (bandiera) | A     | Marcus Ingvartsen   |
| 34 | Germania (bandiera)  | C     | Christian Gentner   |
| 35 | Germania (bandiera)  | P     | Moritz Nicolas      |
| 39 | Germania (bandiera)  | P     | Leo Oppermann       |
| 40 | Germania (bandiera)  | C     | Maurice Arcones     |

## Maglie e sponsor
Lo sponsor tecnico per la stagione 2019-2020 è Macron mentre lo sponsor ufficiale è Aroundtown.
| Prima divisa | Seconda divisa | Terza divisa |

## Organigramma societario
Area tecnica
- Preparatori atletici:
- Allenatore in seconda: Sebastian Bönig, Markus Hoffmann
- Preparatore dei portieri: Michael Gspurning
- Analisi video: Adrian Wittmann
- Allenatore: Urs Fischer

## Calciomercato

### Sessione estiva
| Acquisti | Acquisti            | Acquisti               | Acquisti               |
| R.       | Nome                | da                     | Modalità               |
| -------- | ------------------- | ---------------------- | ---------------------- |
| P        | Moritz Nicolas      | Borussia M'gladbach    | prestito               |
| D        | Marvin Friedrich    | Augusta                | definitivo (2 mln €)   |
| D        | Lars Dietz          | Sportfreunde Lotte     | fine prestito          |
| D        | Peter Kurzweg       | Kickers Würzburg       | fine prestito          |
| D        | Keven Schlotterbeck | Friburgo               | prestito               |
| D        | Neven Subotić       | Saint-Étienne          | svincolato             |
| C        | Robert Andrich      | Heidenheim             | definitivo (1 mln €)   |
| C        | Marius Bülter       | Magdeburgo             | prestito (0,4 mln €)   |
| C        | Florian Flecker     | Hartberg               | svincolato             |
| C        | Christian Gentner   | Stoccarda              | svincolato             |
| C        | Julius Kade         | Hertha Berlino         | svincolato             |
| C        | Ciran Kahraman      | Union Fürstenwalde     | fine prestito          |
| C        | Manuel Schmiedebach | Hannover 96            | definitivo             |
| A        | Suleiman Abdullahi  | Eintracht Braunschweig | definitivo (0,5 mln €) |
| A        | Sheraldo Becker     | ADO Den Haag           | definitivo             |
| A        | Marcus Ingvartsen   | Genk                   | definitivo (1,5 mln €) |
| A        | Anthony Ujah        | Magonza                | definitivo (2 mln €)   |

| Cessioni | Cessioni         | Cessioni          | Cessioni      |
| R.       | Nome             | da                | Modalità      |
| -------- | ---------------- | ----------------- | ------------- |
| P        | Lennart Moser    | Energie Cottbus   | prestito      |
| D        | Peter Kurzweg    | Ingolstadt 04     | definitivo    |
| D        | Fabian Schönheim |                   | svincolato    |
| D        | Marc Torrejón    |                   | svincolato    |
| C        | Marcel Hartel    | Arminia Bielefeld | definitivo    |
| C        | Berkan Taz       | Energie Cottbus   | prestito      |
| C        | Eroll Zejnullahu |                   | svincolato    |
| C        | Robert Žulj      | Hoffenheim        | fine prestito |
| A        | Carlos Mané      | Sporting Lisbona  | fine prestito |

### Sessione invernale
| Acquisti | Acquisti      | Acquisti        | Acquisti      |
| R.       | Nome          | da              | Modalità      |
| -------- | ------------- | --------------- | ------------- |
| P        | Lennart Moser | Energie Cottbus | fine prestito |
| C        | Yunus Malli   | Wolfsburg       | prestito      |

| Cessioni | Cessioni        | Cessioni         | Cessioni |
| R.       | Nome            | da               | Modalità |
| -------- | --------------- | ---------------- | -------- |
| P        | Lennart Moser   | Cercle Bruges    | prestito |
| D        | Lars Dietz      | Viktoria Colonia | prestito |
| D        | Lennard Maloney | Chemnitz         | prestito |
| D        | Nicolai Rapp    | Darmstadt        | prestito |

## Risultati

### Bundesliga

#### Girone di andata
| Arbitro: | Schmidt |

|  |           |                                                    |
|  | Marcatori | 16’ Halstenberg 31’ Sabitzer 43’ Werner 69’ Nkunku |

| Arbitro: | Schröder |

|            |           |               |
| Vargas 59’ | Marcatori | 80’ Andersson |

| Arbitro: | Brych |

|                               |           |             |
| Bülter 22’, 50’ Andersson 75’ | Marcatori | 25’ Alcácer |

| Arbitro: | Welz |

|                      |           |                                 |
| Andersson 14’ (rig.) | Marcatori | 5’ (rig.) Klaassen 55’ Füllkrug |

| Arbitro: | Hartmann |

|                        |           |  |
| Volland 20’ Alario 25’ | Marcatori |  |

| Arbitro: | Stegemann |

|          |           |                    |
| Ujah 86’ | Marcatori | 48’ Dost 62’ Silva |

| Arbitro: | Dankert |

|              |           |  |
| Weghorst 69’ | Marcatori |  |

| Arbitro: | Cortus |

|                          |           |  |
| Bülter 1’ Ingvartsen 84’ | Marcatori |  |

| Arbitro: | Fritz |

|                            |           |                   |
| Pavard 13’ Lewandowski 53’ | Marcatori | 86’ (rig.) Polter |

| Arbitro: | Aytekin |

|                   |           |  |
| Polter 87’ (rig.) | Marcatori |  |

| Arbitro: | Osmers |

|                           |           |                                         |
| Onisiwo 81’ Brosinski 90’ | Marcatori | 30’ (aut.) Brosinski 45’, 51’ Andersson |

| Arbitro: | Brych |

|                        |           |  |
| Ujah 15’ Andersson 90’ | Marcatori |  |

| Arbitro: | Schlager |

|                      |           |                       |
| Raman 23’ Serdar 86’ | Marcatori | 36’ (rig.) Ingvartsen |

| Arbitro: | Ittrich |

|                    |           |  |
| Andersson 33’, 50’ | Marcatori |  |

| Arbitro: | Jablonski |

|            |           |               |
| Pröger 33’ | Marcatori | 7’ Ingvartsen |

| Arbitro: | Storks |

|  |           |                           |
|  | Marcatori | 56’ Bebou 90’ Baumgartner |

| Arbitro: | Cortus |

|                         |           |              |
| Hennings 38’ Thommy 90’ | Marcatori | 48’ Parensen |

#### Girone di ritorno
| Arbitro: | Dankert |

|                              |           |            |
| Werner 51’, 83’ Sabitzer 57’ | Marcatori | 10’ Bülter |

| Arbitro: | Steinhaus-Webb |

|                            |           |  |
| Subotić 47’ Ingvartsen 61’ | Marcatori |  |

| Arbitro: | Cortus |

|                                                        |           |  |
| Sancho 13’ Haaland 18’, 76’ Reus 68’ (rig.) Witsel 70’ | Marcatori |  |

| Arbitro: | Schlager |

|  |           |                 |
|  | Marcatori | 52’, 72’ Bülter |

| Arbitro: | Osmers |

|                       |           |                                     |
| Gentner 7’ Bülter 87’ | Marcatori | 22’ Havertz 83’ Diaby 90’ Bellarabi |

| Arbitro: | Aytekin |

|                   |           |                                  |
| Hübner 79’ (aut.) | Marcatori | 49’ Andersson 67’ (aut.) N'Dicka |

| Arbitro: | Dankert |

|                             |           |                           |
| Andersson 41’ Friedrich 56’ | Marcatori | 60’ Gerhardt 81’ Weghorst |

| Arbitro: | Fritz |

|                                |           |               |
| Sallai 34’ Günter 55’ Koch 82’ | Marcatori | 61’ Andersson |

| Arbitro: | Dankert |

|  |           |                                   |
|  | Marcatori | 40’ (rig.) Lewandowski 80’ Pavard |

| Arbitro: | Osmers |

|                                                 |           |  |
| Ibišević 51’ Lukébakio 52’ Cunha 61’ Boyata 77’ | Marcatori |  |

| Arbitro: | Schröder |

|                |           |          |
| Ingvartsen 33’ | Marcatori | 13’ Baku |

| Arbitro: | Willenborg |

|                                      |           |               |
| Neuhaus 17’ Thuram 41’, 59’ Pléa 81’ | Marcatori | 50’ Andersson |

| Arbitro: | Stieler |

|             |           |           |
| Andrich 11’ | Marcatori | 28’ Kenny |

| Arbitro: | Petersen |

|             |           |                           |
| Córdoba 90’ | Marcatori | 39’ Friedrich 67’ Gentner |

| Arbitro: | Steinhaus-Webb |

|                     |           |  |
| Zolinski 27’ (aut.) | Marcatori |  |

| Arbitro: | Hartmann |

|                                                   |           |  |
| Bebou 11’ Kramarić 39’ Dabour 45’ Baumgartner 68’ | Marcatori |  |

| Arbitro: | Osmers |

|                                    |           |  |
| Ujah 26’ Gentner 54’ Abdullahi 90’ | Marcatori |  |

### Coppa di Germania
| Arbitro: | Reichel |

|  |           |                                                                        |
|  | Marcatori | 27’ Schlotterbeck 65’ Andersson 67’ Lenz 71’ Mees 76’ Andrich 89’ Ujah |

| Arbitro: | Kampka |

|          |           |                                  |
| Koch 45’ | Marcatori | 36’ Mees 87’ Andrich 90’ Gentner |

| Arbitro: | Jablonski |

|  |           |             |
|  | Marcatori | 85’ Andrich |

| Arbitro: | Cortus |

|                                      |           |                |
| Bellarabi 72’ Aránguiz 86’ Diaby 90’ | Marcatori | 39’ Ingvartsen |

## Statistiche

### Statistiche di squadra
| Competizione      | Punti | In casa | In casa | In casa | In casa | In casa | In casa | In trasferta | In trasferta | In trasferta | In trasferta | In trasferta | In trasferta | Totale | Totale | Totale | Totale | Totale | Totale | DR  |
| Competizione      | Punti | G       | V       | N       | P       | Gf      | Gs      | G            | V            | N            | P            | Gf           | Gs           | G      | V      | N      | P      | Gf     | Gs     | DR  |
| ----------------- | ----- | ------- | ------- | ------- | ------- | ------- | ------- | ------------ | ------------ | ------------ | ------------ | ------------ | ------------ | ------ | ------ | ------ | ------ | ------ | ------ | --- |
| Bundesliga        | 41    | 17      | 8       | 3       | 6       | 24      | 20      | 17           | 4            | 2            | 11           | 17           | 38           | 34     | 12     | 5      | 17     | 41     | 58     | -17 |
| Coppa di Germania | -     | 0       | 0       | 0       | 0       | 0       | 0       | 4            | 3            | 0            | 1            | 11           | 4            | 4      | 3      | 0      | 1      | 11     | 4      | +7  |
| Totale            | 41    | 17      | 8       | 3       | 6       | 24      | 20      | 21           | 7            | 2            | 12           | 28           | 42           | 38     | 15     | 5      | 18     | 52     | 62     | -10 |

### Andamento in campionato
| Giornata  | 1  | 2  | 3  | 4  | 5  | 6  | 7  | 8  | 9  | 10 | 11 | 12 | 13 | 14 | 15 | 16 | 17 | 18 | 19 | 20 | 21 | 22 | 23 | 24 | 25 | 26 | 27 | 28 | 29 | 30 | 31 | 32 | 33 | 34 |
| --------- | -- | -- | -- | -- | -- | -- | -- | -- | -- | -- | -- | -- | -- | -- | -- | -- | -- | -- | -- | -- | -- | -- | -- | -- | -- | -- | -- | -- | -- | -- | -- | -- | -- | -- |
| Luogo     | C  | T  | C  | C  | T  | C  | T  | C  | T  | C  | T  | C  | T  | C  | T  | C  | T  | T  | C  | T  | T  | C  | T  | C  | T  | C  | T  | C  | T  | C  | T  | C  | T  | C  |
| Risultato | P  | N  | V  | P  | P  | P  | P  | V  | P  | V  | V  | V  | P  | V  | N  | P  | P  | P  | V  | P  | V  | P  | V  | N  | P  | P  | P  | N  | P  | N  | V  | V  | P  | V  |
| Posizione | 18 | 14 | 11 | 12 | 14 | 15 | 16 | 14 | 15 | 14 | 11 | 11 | 11 | 10 | 10 | 11 | 11 | 12 | 11 | 12 | 11 | 12 | 10 | 11 | 12 | 13 | 14 | 14 | 14 | 14 | 14 | 12 | 12 | 11 |

Legenda:

Luogo: C = Casa; T = Trasferta. Risultato: V = Vittoria; N = Pareggio; P = Sconfitta.

### Statistiche dei giocatori
| Giocatore        | Bundesliga | Bundesliga | Bundesliga  | Bundesliga | Coppa di Germania | Coppa di Germania | Coppa di Germania | Coppa di Germania | Totale   | Totale | Totale      | Totale     |
| Giocatore        | Presenze   | Reti       | Ammonizioni | Espulsioni | Presenze          | Reti              | Ammonizioni       | Espulsioni        | Presenze | Reti   | Ammonizioni | Espulsioni |
| ---------------- | ---------- | ---------- | ----------- | ---------- | ----------------- | ----------------- | ----------------- | ----------------- | -------- | ------ | ----------- | ---------- |
| S. Abdullahi     | 6          | 1          | 1           | 0          | 0                 | 0                 | 0                 | 0                 | 6        | 1      | 1           | 0          |
| S. Andersson     | 33         | 12         | 5           | 0          | 3                 | 1                 | 0                 | 0                 | 36       | 13     | 5           | 0          |
| R. Andrich       | 30         | 1          | 11          | 1          | 4                 | 3                 | 1                 | 0                 | 34       | 4      | 12          | 1          |
| M. Arcones       | 0          | 0          | 0           | 0          | 0                 | 0                 | 0                 | 0                 | 0        | 0      | 0           | 0          |
| S. Becker        | 13         | 0          | 1           | 0          | 1                 | 0                 | 0                 | 0                 | 14       | 0      | 1           | 0          |
| J. Busk          | 0          | 0          | 0           | 0          | 0                 | 0                 | 0                 | 0                 | 0        | 0      | 0           | 0          |
| M. Bülter        | 32         | 7          | 1           | 0          | 4                 | 0                 | 0                 | 0                 | 36       | 7      | 1           | 0          |
| L. Dehl          | 0          | 0          | 0           | 0          | 0                 | 0                 | 0                 | 0                 | 0        | 0      | 0           | 0          |
| L. Dietz         | 0          | 0          | 0           | 0          | 0                 | 0                 | 0                 | 0                 | 0        | 0      | 0           | 0          |
| F. Flecker       | 0          | 0          | 0           | 0          | 0                 | 0                 | 0                 | 0                 | 0        | 0      | 0           | 0          |
| M. Friedrich     | 31         | 2          | 9           | 1          | 3                 | 0                 | 1                 | 0                 | 34       | 2      | 10          | 1          |
| C. Gentner       | 31         | 3          | 4           | 0          | 3                 | 1                 | 0                 | 0                 | 34       | 4      | 4           | 0          |
| R. Gikiewicz     | 33         | 0          | 0           | 0          | 4                 | 0                 | 1                 | 0                 | 37       | 0      | 1           | 0          |
| A. Gogia         | 3          | 0          | 0           | 0          | 0                 | 0                 | 0                 | 0                 | 3        | 0      | 0           | 0          |
| F. Hübner        | 11         | 0          | 2           | 0          | 0                 | 0                 | 0                 | 0                 | 11       | 0      | 2           | 0          |
| M. Ingvartsen    | 28         | 5          | 4           | 0          | 4                 | 1                 | 2                 | 0                 | 32       | 6      | 6           | 0          |
| J. Kade          | 0          | 0          | 0           | 0          | 0                 | 0                 | 0                 | 0                 | 0        | 0      | 0           | 0          |
| F. Kroos         | 15         | 0          | 1           | 0          | 1                 | 0                 | 0                 | 0                 | 16       | 0      | 1           | 0          |
| C. Lenz          | 26         | 0          | 2           | 0          | 4                 | 1                 | 0                 | 1                 | 30       | 1      | 2           | 1          |
| T. Maciejewski   | 0          | 0          | 0           | 0          | 0                 | 0                 | 0                 | 0                 | 0        | 0      | 0           | 0          |
| Y. Malli         | 13         | 0          | 1           | 0          | 0                 | 0                 | 0                 | 0                 | 13       | 0      | 1           | 0          |
| J. Mees          | 15         | 0          | 1           | 0          | 2                 | 2                 | 0                 | 0                 | 17       | 2      | 1           | 0          |
| L. Moser         | 0          | 0          | 0           | 0          | 0                 | 0                 | 0                 | 0                 | 0        | 0      | 0           | 0          |
| M. Nicolas       | 1          | 0          | 0           | 0          | 0                 | 0                 | 0                 | 0                 | 1        | 0      | 0           | 0          |
| L. Oppermann     | 0          | 0          | 0           | 0          | 0                 | 0                 | 0                 | 0                 | 0        | 0      | 0           | 0          |
| M. Parensen      | 9          | 1          | 4           | 0          | 4                 | 0                 | 1                 | 0                 | 13       | 1      | 5           | 0          |
| S. Polter        | 13         | 2          | 1           | 1          | 0                 | 0                 | 0                 | 0                 | 13       | 2      | 1           | 1          |
| G. Prömel        | 16         | 0          | 2           | 0          | 3                 | 0                 | 0                 | 0                 | 19       | 0      | 2           | 0          |
| N. Rapp          | 0          | 0          | 0           | 0          | 1                 | 0                 | 1                 | 0                 | 1        | 0      | 1           | 0          |
| K. Reichel       | 7          | 0          | 0           | 0          | 0                 | 0                 | 0                 | 0                 | 7        | 0      | 0           | 0          |
| J. Ryerson       | 14         | 0          | 2           | 0          | 3                 | 0                 | 0                 | 0                 | 17       | 0      | 2           | 0          |
| K. Schlotterbeck | 23         | 0          | 6           | 1          | 4                 | 1                 | 0                 | 0                 | 27       | 1      | 6           | 1          |
| M. Schmiedebach  | 5          | 0          | 0           | 0          | 1                 | 0                 | 1                 | 0                 | 6        | 0      | 1           | 0          |
| N. Subotić       | 23         | 1          | 1           | 1          | 0                 | 0                 | 0                 | 0                 | 23       | 1      | 1           | 1          |
| B. Taz           | 0          | 0          | 0           | 0          | 0                 | 0                 | 0                 | 0                 | 0        | 0      | 0           | 0          |
| C. Trimmel       | 32         | 0          | 6           | 0          | 3                 | 0                 | 0                 | 0                 | 35       | 0      | 6           | 0          |
| A. Ujah          | 24         | 3          | 0           | 0          | 4                 | 1                 | 0                 | 0                 | 28       | 4      | 0           | 0          |